# Clemens Dorner
Clemens Dorner (10 aprile 1991) è un ex sciatore alpino austriaco.

## Biografia
Originario di Andelsbuch e attivo in gare FIS dal dicembre del 2006, Clemens Dorner ha esordito in Coppa Europa il 23 gennaio 2012 partecipando allo slalom gigante tenutosi sulle nevi di casa di Zell am See, senza concluderlo. Il 29 novembre dello stesso anno ha conquistato il suo unico podio nel circuito continentale, vincendo il supergigante di Reiteralm precedendo nell'ordine il tedesco Fabio Renz e il compagno di squadra Vincent Kriechmayr.
La sua ultima gara è stata la discesa libera dei Campionati austriaci juniores 2015 del 29 marzo, chiusa al 3º posto; in carriera non ha mai esordito in Coppa del Mondo né preso parte a rassegne olimpiche o iridate.

## Palmarès

### Coppa Europa
- Miglior piazzamento in classifica generale: 64º nel 2013
- 1 podio:
  - 1 vittoria

#### Coppa Europa - vittorie
| Data             | Località  | Paese   | Specialità |
| ---------------- | --------- | ------- | ---------- |
| 29 novembre 2012 | Reiteralm | Austria | SG         |

Legenda:

SG = supergigante

### Campionati austriaci
- 1 medaglia[1]:
  - 1 oro (supergigante nel 2015)

### Campionati austriaci juniores
- 1 medaglia[1]:
  - 1 bronzo (slalom gigante nel 2011)